# Sundsvalls Tidning
O Sundsvalls Tidning (lit. Jornal de Sundsvall) é um jornal diário matutino da cidade sueca de Sundsvall, na província histórica de Medelpad.

É um jornal com formato tabloide, que circula na região da cidade de Sundsvall.
Foi fundado em 1841.